# Знімна обойма

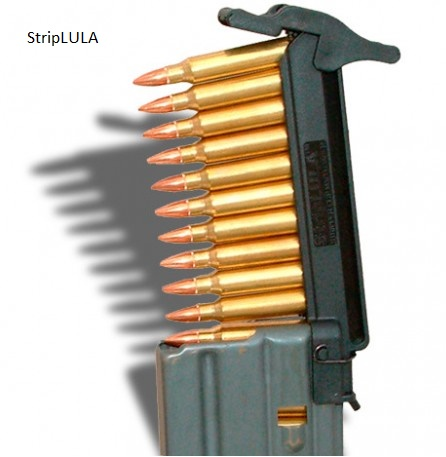
Знімна обойма для заряджання магазина гвинтівки M16 STANAG.

Знімна обойма (англ. stripper clip) (також відома як англ. charger або англ. charger clip, особливо у військових підрозділах Британії та Співдружності) пристрій для швидкого заряджання який тримає декілька набоїв (зазвичай від 3 до 10 набоїв) разом для простого та швидкого заряджання магазина вогнепальної зброї.

## Опис
Знімна обойма використовується лише для заряджання магазина і не потрібна для роботи механізмів зброї, на відміну від пачки, яка залишається у зброї до закінчення набоїв. Загалом, зброя яка можна зарядити обоймою також можна зарядити по одному набою, у той час як зброя яка заряджається пачками не можливо використовувати без обойми. Назву 'знімна' обойма вона отримала через те, що коли відкрито затвор і вставлено обойму (зазвичай у паз ствольної коробки або затвора), стрілець натискає на набої щоб зарядити магазин, а потім 'знімає' обойму. Після спорядження магазина обойму кладуть у підсумок для подальшого використання або викидають під час бою. 

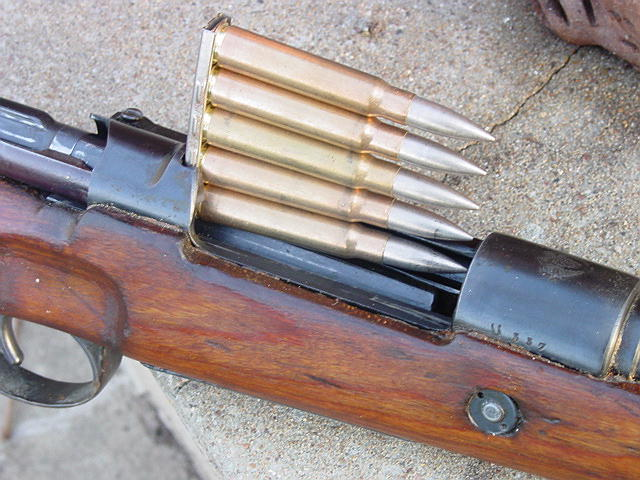
Знімна обойма карабіну 8 мм Mauser Kar 98k.

Залежно від зброї, магазина та обойми, обойми мають різні форми, деякі з них дуже складні, хоча більшість з них є простими, прямими або вигнутими, шматками штампованого металу — зазвичай з латуні, сталі (зазвичай вороновані) або пластику.
Зазвичай обойму використовують у звичайних затворних гвинтівках, таких як російська Мосін-Наган, британська Лі–Енфілд та німецька Gewehr 98, а також модель Mauser K98k і схожа американська Springfield M1903 та багато інших.  також обойми використовують у нових, самозарядних гвинтівках з внутрішнім коробчастим магазином, наприклад радянський карабін СКС-45 та єгипетська гвинтівка Hakim. Також багато самозарядних пістолетів використовують для заряджання обойми, в тому числі Mannlicher M1894, Roth-Steyr M1907, Mauser C96. Також їх використовують для змінних магазинів самозарядних і автоматичних гвинтівок. На край коробки магазина встановлюється пристрій заряджання, у пристрій вставляють обойму, а потім проштовхують набої до магазина.